# フーダ・ゾービ
フーダ・ヤヒヤ・ゾービ（Huda Yahya Zoghbi, アラビア語: هدى الهبري الزغبي, 1954年6月20日 - ）はレバノン出身のアメリカ合衆国の医師、遺伝学者、 神経科学者。ベイラー医科大学教授。脊髄小脳変性症1型やレット症候群の原因遺伝子を同定し、その機序を解明した。

## 来歴
ベイルートにHuda El-Hibriとして生まれる。1973年にベイルート・アメリカン大学に入学し、生物科学を専攻した後、1975年に同学医学部に進学した。同年、レバノン内戦の戦火を避けて渡米し、1979年に メハリー医科大学からM.D.を取得した。1985年から小児神経学の博士研究員を3年間務めた。1988年からベイラー医科大学の助教授、1994年に教授に就任した。1996年からはハワード・ヒューズ医学研究所研究員も務める。

## 受賞歴
- 2003年 - アルデン・スペンサー賞
- 2011年 - グルーバー賞 神経科学部門
- 2013年 - ディクソン賞 医学部門、パール・マイスター・グリーンガード賞
- 2014年 - 発生生物学マーチ・オブ・ダイムズ賞
- 2016年 - ショウ賞 生命科学および医学部門、ジェシー・スティーヴンソン・コヴァレンコ・メダル
- 2017年 - ガードナー国際賞、生命科学ブレイクスルー賞
- 2020年 - クラリベイト引用栄誉賞
- 2022年 - カヴリ賞 神経科学部門

## 参照
- Huda Yahya Zoghbi, M.D.
- Huda Y. Zoghbi, MD
- Works by or about Huda Zoghbi